# Лаза (комуна)
Лаза (рум. Laza) — комуна у повіті Васлуй в Румунії. До складу комуни входять такі села (дані про населення за 2002 рік):
- Беженешть (53 особи)
- Лаза (1849 осіб) — адміністративний центр комуни
- Ришніца (346 осіб)
- Саука (1122 особи)

Комуна розташована на відстані 271 км на північний схід від Бухареста, 10 км на захід від Васлуя, 56 км на південь від Ясс, 139 км на північ від Галаца.

## Населення
За даними перепису населення 2002 року у комуні проживала 6741 особа. Усі жителі комуни рідною мовою назвали румунську.
Національний склад населення комуни:
| Національність | Кількість осіб | Відсоток |
| -------------- | -------------- | -------- |
| румуни         | 6738           | > 99,9%  |
| цигани         | 2              | < 0,1%   |
| німці          | 1              | < 0,1%   |

Склад населення комуни за віросповіданням:
| Релігія            | Кількість осіб | Відсоток |
| ------------------ | -------------- | -------- |
| православні        | 6590           | 97,8%    |
| бретрени           | 99             | 1,5%     |
| п'ятдесятники      | 16             | 0,2%     |
| старообрядці       | 8              | 0,1%     |
| баптисти           | 7              | 0,1%     |
| римо-католики      | 4              | 0,1%     |
| адвентисти         | 4              | 0,1%     |
| греко-католики     | 1              | < 0,1%   |
| не релігійні       | 1              | < 0,1%   |
| не вказали релігію | 1              | < 0,1%   |